# Кыз-Жибек (опера)
«Кыз-Жибек» — опера Евгения Брусиловского на либретто Габита Мусрепова. Впервые поставлена в январе 1934 года в Казахском музыкальном театре (ныне — Театр опера и балета им. Абая). Главные партии исполняли: народный артист СССР К. Ж. Байсеитова (Жибек), народный артист Казахской ССР К. Байсеитов (Толеген) и М. Ержанов (Шеге). Спектакль поставил народный артист Казахской ССР Ж. Т. Шанин; реж. — К. Байсеитов и И. Г. Боров; балетмейстер А. А. Александров. В основе — трагическая любовь двух молодых людей (Жибек и Толегена), которые сталкиваются с патриархально-феодальными устоями того времени. В оперу вошли казахские вокальные и инструментальные произведения, песни, кюи народных композиторов Укили Ыбрая, Мухита, Жаяу Мусы, Таттимбета; а также песни «Гәкку» (в исполнении Жибек), «Алқара көк» (в исполнении Толегена), «Аққұм» (в исполнении Бекежана), терме (в роли Шеге). Песня «Гәкку» является главным лейтмотивом оперы. Постановка оперы «Кыз-Жибек» в истории развития профессиональной казахской музыки заняла особое место. Роль Жибек (в исполнении К.Байсеитовой) по праву считается образцом высокого музыкального исполнительного мастерства. Дирижёр народный артист Казахской ССР — Г. К. Дугашев, художник — народный артист Г. М. Исмаилова. «Кыз-Жибек» — одна из лучших опер современного казахского музыкального искусства.